# Amblyseius perceleris
Amblyseius perceleris är en spindeldjursart som beskrevs av Wolfgang Karg 2003. Amblyseius perceleris ingår i släktet Amblyseius och familjen Phytoseiidae. Inga underarter finns listade i Catalogue of Life.